# 弗思克利夫 (紐約州)
弗思克利夫（英語：Firthcliffe）是位於美國紐約州奧蘭治縣的普查規定居民點。

## 人口
根據2020年美國人口普查的數據，弗思克利夫的面積為7.78平方千米，當中陸地面積為7.69平方千米，而水域面積為0.09平方千米。當地共有人口5022人，而人口密度為每平方千米645.5人。